# Aleksandr Blok
Aleksandr Aleksándrovich Blok (ruso: Александр Александрович Блок; San Petersburgo, 16 de noviembrejul./ 28 de noviembre de 1880greg.-Petrogrado, 7 de agosto de 1921) fue un poeta simbolista ruso.

## Biografía
Blok nació en San Petersburgo, en una familia de intelectuales; su padre era profesor de leyes en Varsovia y su abuelo materno, Andréi Béketov, rector de la Universidad de San Petersburgo. Tras la separación de sus padres, Blok vivió con parientes de la aristocracia rusa en Shájmatovo. Fue influido por Fiódor Tiútchev y Afanasi Fet. Estas influencias determinarían sus primeras piezas poéticas, posteriormente recopiladas en el libro Ante Lucem. 
El 17 de agosto de 1903, se casó con Liubov Mendeléyeva, hija del químico Dmitri Mendeléyev a la que dedicó Los versos de la Bella Dama (Stijí o Prekrásnoi Dame, 1904), donde transforma a su esposa en el arquetipo atemporal del alma femenina o de la eterna femineidad.
En ocasiones, su poesía parte de entornos banales o sucesos triviales (como en el caso de Fábrika, 1903); si bien se ha considerado que su obra madura refleja el conflicto entre la visión platónica de la belleza ideal y la dura realidad de los nuevos cinturones industriales de las ciudades rusas (Neznakomka (Desconocida), 1906). Así, en su libro La Ciudad (1904-08) dibuja una imagen de San Petersburgo impresionista y misteriosa. Comparado con Aleksandr Pushkin, a partir de la década de 1910 influiría en poetas más jóvenes. El dato de que Anna Ajmátova, Marina Tsvetáyeva, Borís Pasternak y Vladímir Nabókov dejasen obras en su homenaje, lo ha convertido en uno de los autores importantes de la Edad de Plata de la literatura rusa. 
Blok recibió la revolución de 1917 con sentimientos mezclados: le trajo nuevas esperanzas, pero se sintió frustrado por el régimen soviético.[cita requerida] Después de la revolución, escribió relativamente poco, y su poema "Los doce" (enero-febrero de 1918) generó polémica con los mismos simbolistas. En esta obra, siguiendo el espíritu innovador de su tiempo, utilizó el espacio de la página para dar forma al ritmo del poema.
Murió víctima de una enfermedad cardíaca y fue enterrado en el cementerio de Smolensk en San Petersburgo, aunque más tarde fue trasladado al cementerio Vólkovo. 
Tiene dos museos dedicados: en Shájmatovo (Solnechnogorsk, a 65 km de Moscú), y en San Petersburgo –en la calle de los Decembristas, 57–, ciudad en la que se le dedicó una calle. También se le dio su nombre a un planeta menor: 2540 Blok.

## Obras literarias

### Libros de poemas
- “Стихи о Прекрасной Даме” (1904-1905) Versos sobre la Bella Dama, Poemas de la Bella Dama
- “Нечаянная радость” (1907) El gozo imprevisto
- “Снежная маска” (1907) La máscara de nieve
- “Земля в снегу” (1908) La tierra en la nieve
- “Ночные часы” (1911) Las horas de noche

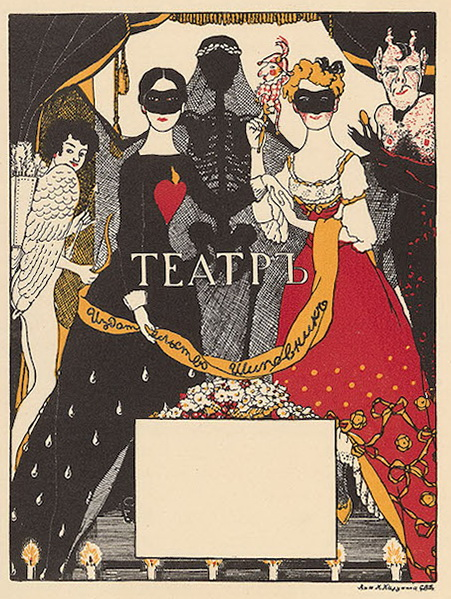
Portada para el Teatro de Aleksandr Blok por Konstantín Sómov. 1907

### Dramas
- “Балаганчик” (1906) La barraca de feria
- “Король на площади” (1906) El rey en la plaza
- “Незнакомка” (1906) La desconocida
- “Песня Судьбы” (1908) La canción del Destino
- “Роза и Крест” (1913) La Rosa y la Cruz
- "Рамзес" (1919) Ramsés

### Ciclos poéticos
1898 - 1904
- Ante lucem (1898-1900)

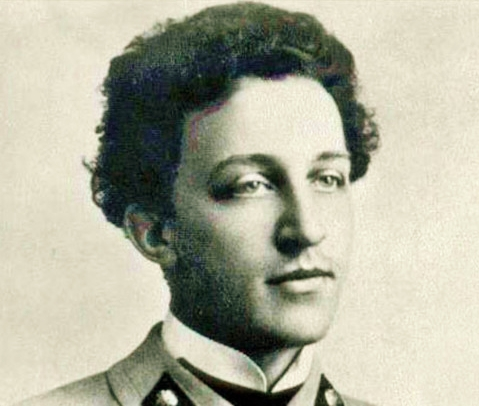

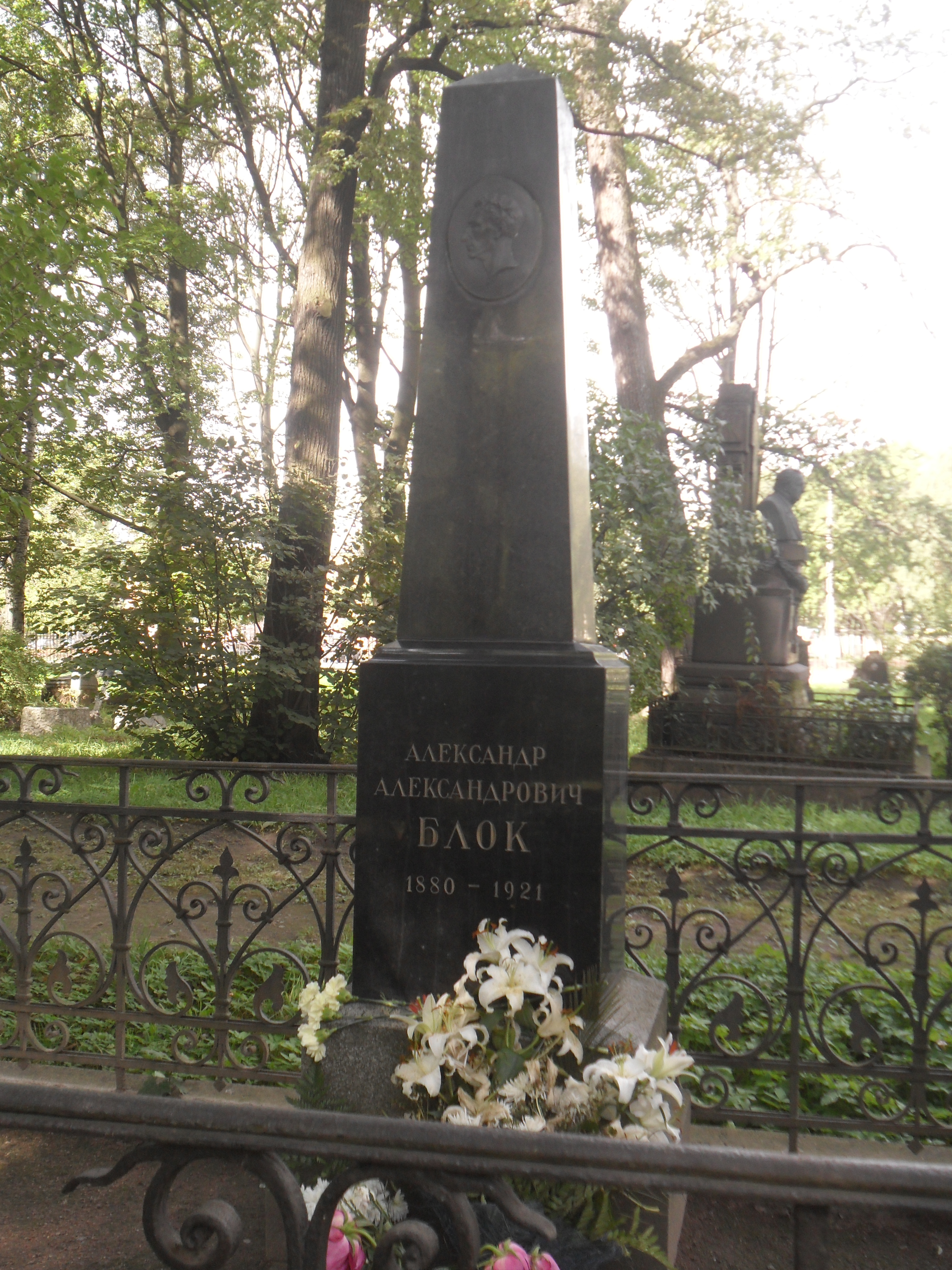
La tumba de Aleksandr Blok en el cementerio Vólkovo de San Petersburgo.

- “Стихи о Прекрасной Даме” (1901-1902) Versos sobre la Bella Dama, Poemas de la bella dama
- “Распутья” (1902-1904) Las encrucijadas

1904 - 1908
- “Пузыри земли” (1904-1905) Burbujas de la tierra
- "Ночная Фиалка" (1906) La violeta de la noche
- “Разные стихотворения” (1904-1908) Versos varios
- “Город” (1904-1908) La ciudad
- “Снежная маска” (1907) La máscara de nieve
- “Фаина” (1906-1908) Faína
- "Вольные мысли" (1907) Los pensamientos libres

1907 - 1916
- “Страшный мир” (1908-1916) Mundo terrible
- “Возмездие” (1910-1921) El castigo
- “Ямбы” (1907-1914) Los yambos
- “Итальянские стихи” (1909) Versos italianos
- “Разные стихотворения” (1908-1916) Los versos varios
- “Арфы и скрипки” (1908-1916) Las arpas y los violines
- “Кармен” (1914) Carmen
- "Родина" (1907-1916) La patria, "На поле Куликовом" (1908) En la llanura de Kulikovo
- "О чем поет ветер" (1913) De qué el viento canta
- "Пляски смерти" (1914) Las danzas macabras

### En antologías
- Poesía soviética rusa (1965), traducción de Nicanor Parra
- Poesía rusa soviética 1917-1967. Edición especial de la revista Literatura Soviética, 1967, N.º 6, pág. 20. 
 Poema Los doce, traducción de Cesar Arconada y Fiódor Kelin.

### Poemas
- “Возмездие” (1910-1921) El castigo
- “Соловьиный сад” (1915) El jardín de ruiseñores
- “Родина” (1907-1916) La patria
- “Двенадцать” (1918) Los doce
- “Скифы” (1918) Los escitas

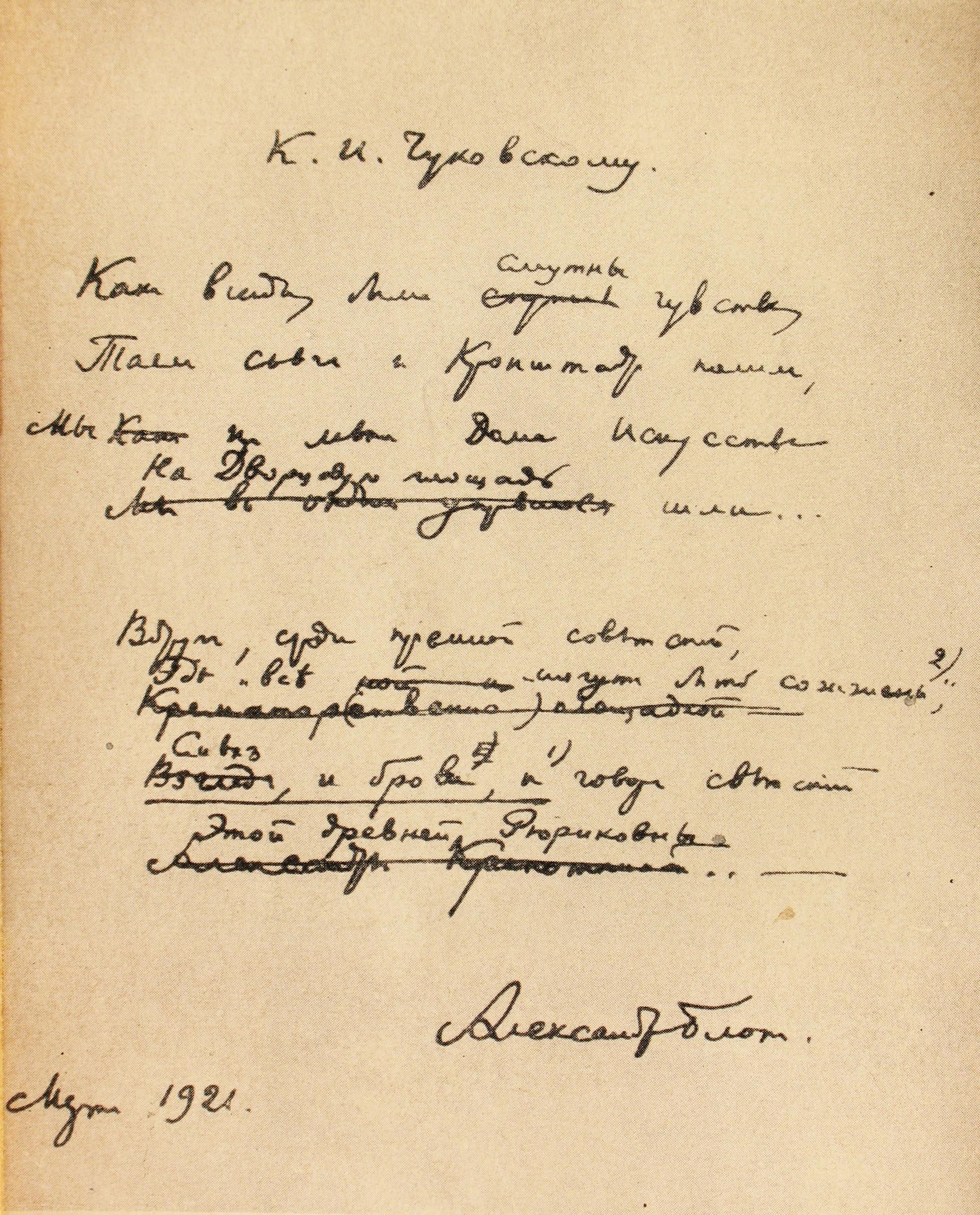
Versos dedicados a Kornéi Chukovski en 1921
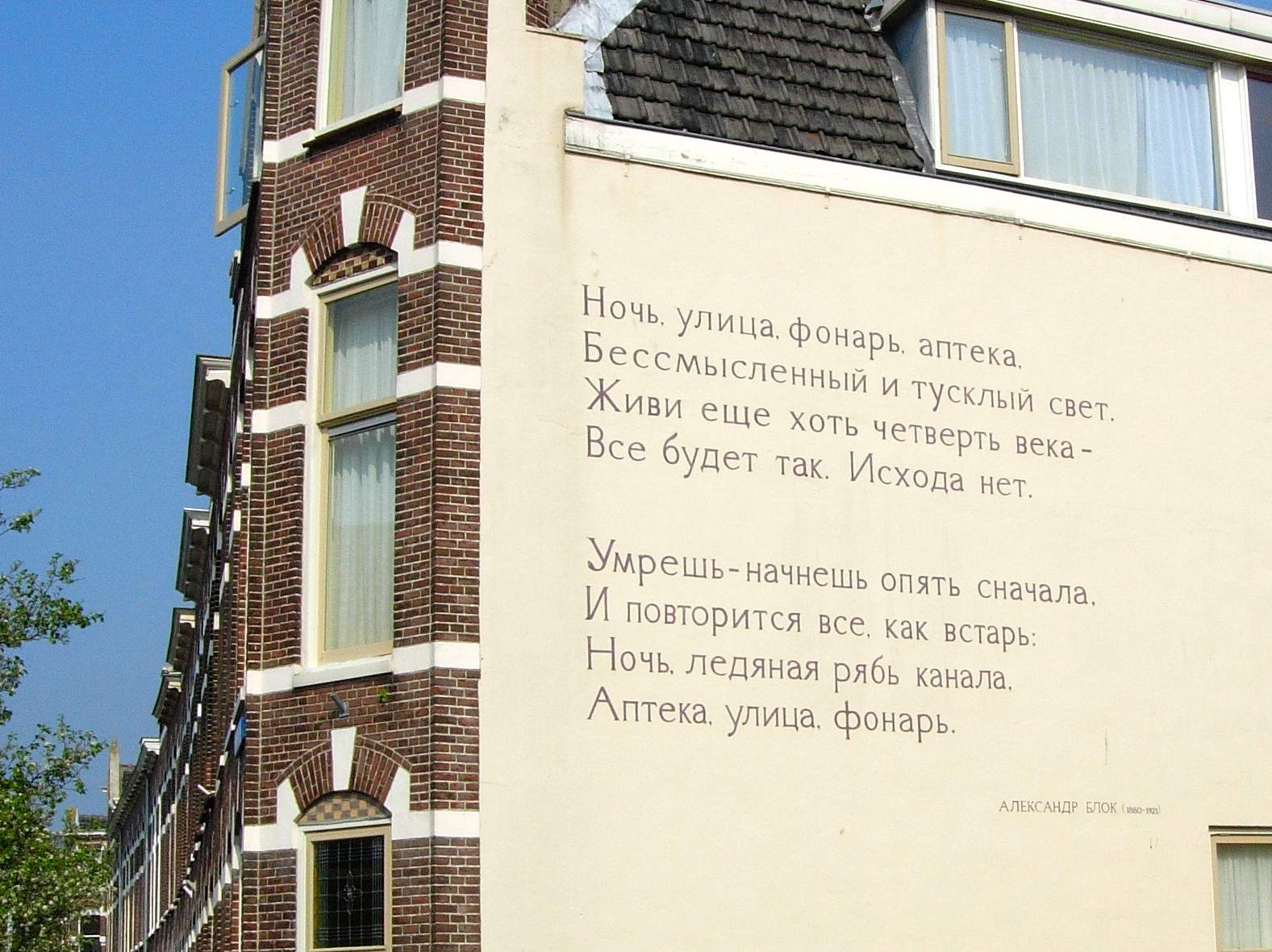
Poema de Aleksandr Blok escrito en un muro de Leiden
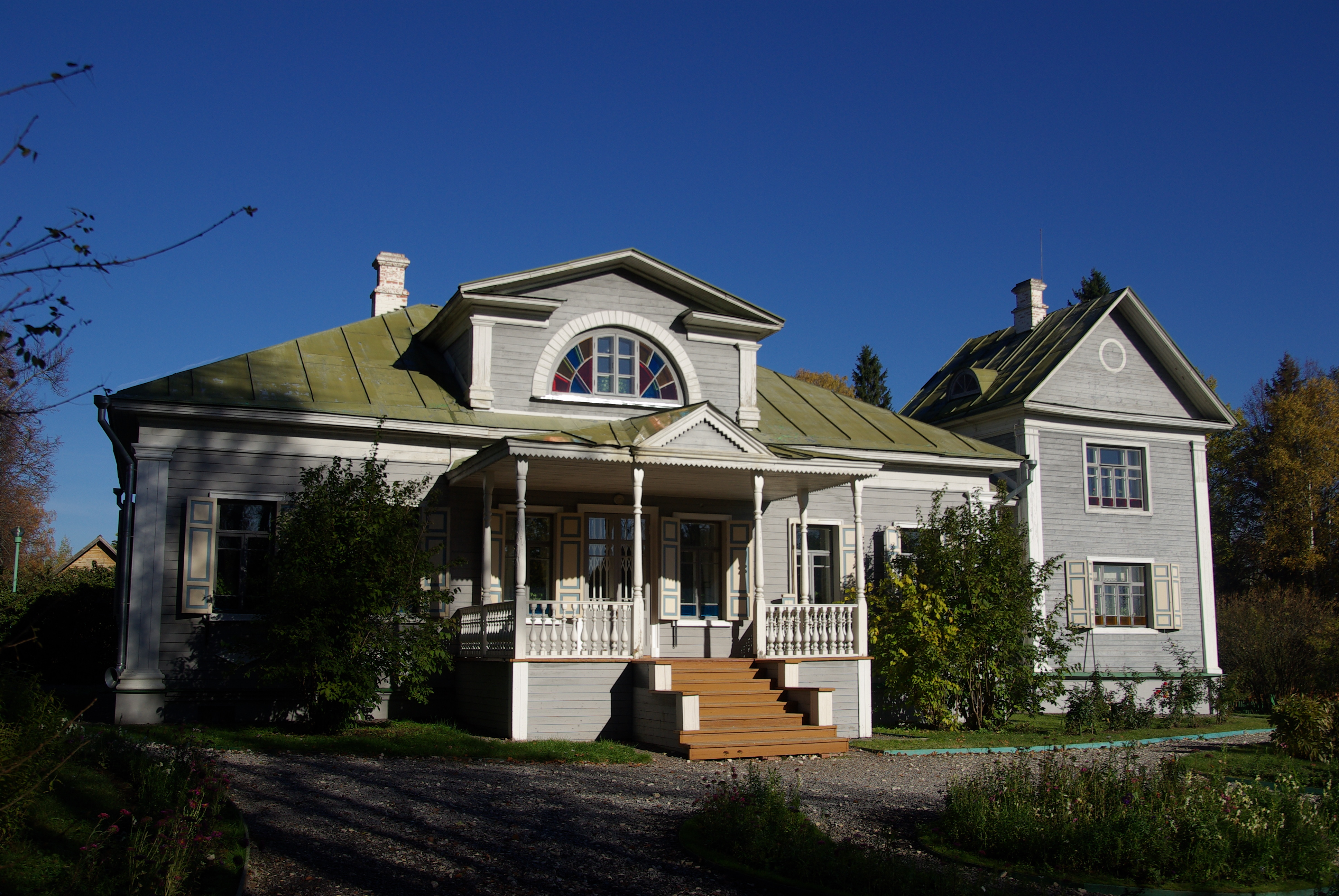
Casa museo en Shájmatovo